# Eno (Finlàndia)
Eno és un antic municipi de Finlàndia que forma part de Joensuu des del 2009. Està localitzat a la província de Finlàndia Occidental i forma part de la regió de Carèlia Septentrional. El municipi és monolingüe en finès.
L'estació de tren d'Eno és la primera estació del nord de Joensuu de la via entre Joensuu i Nurmes.